# Carlos Echevarría (actor)
Carlos Echevarría (Carcarañá, 8 de diciembre de 1973) es un actor argentino.
Empezó sus estudios como actor en la Escuela Nacional de Teatro de la Ciudad de Rosario. A los 19 años decide radicarse en la ciudad de Buenos Aires y comienza sus estudios con los maestros Lito Cruz, Martín Adjemian, David Dinapoli, Lorenzo Quinteros y Julio Chávez entre otros. En 1998 debuta a los 24 años con su primer protagónico en la película Garage Olimpo del director Marco Bechis, donde también actuaron la actriz francesa Dominique Sanda, Antonella Costa y Enrique Piñeyro. 
En los años 2000 y 2001 viajó a Italia para protagonizar el filme Figli (Hijos) del director Marco Bechis junto a la actriz italiana Stefania Sandrelli y el actor argentino Enrique Piñeyro. Posteriormente trabajó en la obra teatral Dr. Jekyll, con dirección de Pablo Silva. En el 2004 filma Como un avión estrellado, con uno de los nuevos referentes del cine argentino, el director Ezequiel Acuña, junto a Ignacio Rogers, Manuela Martelli y Santiago Pedrero. Ese mismo año filma Un año sin amor, ópera prima de la realizadora Anahí Berneri. 
En 2005 filma Stephanie, del director Maximiliano Gerscovich, primera película argentina estrenada directamente en el sitio web Cuevana y al año siguiente filmó Celo, ópera prima del director Fabián Forte, en la que también participa del guion y la producción. 
En 2007 protagoniza Impunidad de la mano del director Javier Torre, junto a Leticia Brédice y al año siguiente en el filme Lo siniestro con el que debuta el director Sergio Mazurek, actuando también Paula Siero y Luis Ziembroski, en 2009 filma la ópera prima de Jorge Huarte "Hoy la turbulencia del ayer" junto a Celina Font, ese mismo año también protagoniza "Desbordar" el segundo largometraje del director Alex Tossemberger junto a un gran elenco, en 2010 Protagoniza "Ausente" de Marco Berger uno de los nuevos directores que será referente del cine Argentino, junto a Javier de Pietro y donde también vuelve a encontrarse después de filmar juntos "Garage Olimpo" con la actriz Antonella Costa, en 2011 protagoniza junto a Lorenzo Quinteros "Armonías del caos", film del director Mauro López, en 2012 también realiza varias participaciones en Unitarios, “El último caso de Rodolfo Walsh”, “Viento sur” y “Se trata de nosotros”, en 2013 protagoniza junto a Nicolás Armengol y Emiliano Dionisi “El tercero” la segunda película del director Rodrigo Guerrero, ese mismo año vuelve a filmar con el director Fabian Forte “La Corporación” junto a Osmar Nuñez y Moro Anghileri. En 2014 viaja a Paraguay para protagonizar el filme “Felices los que lloran” del director novel Marcelo Torcida, junto a un gran elenco de figuras paraguayas. Actualmente se encuentra trabajando en el guion de la que será su ópera prima como director.

## Filmografía
- 1999: Garage Olimpo, director Marco Bechis.
- 2000-2001: Figli/Hijos, director Marco Bechis.
- 2001: Vamos ganando, cortometraje, director Ramiro Longo.
- 2004: Vacaciones día uno, director Jorge Leandro Colas.
- 2005: Como un avión estrellado, director Ezequiel Acuña.
- 2005: Un año sin amor (A year without love), directora Anahí Berneri.
- 2005: Stephanie, director Maximiliano Gerscovich.
- 2006: Vivir en la ciudad, director Claudio Bartel.
- 2006: Un grito de corazón, directora Liliana Mazure.
- 2006: Celo, director Fabian Forte.
- 2007: Impunidad, director Javier Torre.
- 2008: Lo siniestro (2008) director Sergio Mazurek.
- 2009: Desbordar director Alex Tossenberger.
- 2009: Hoy la turbulencia del ayer, director Jorge Huarte.
- 2010: Ausente, director Marco Berger
- 2013: La Corporación, director Fabian Forte
- 2013: Solo, director Marcelo Briem Stamm
- 2013: El tercero, director Rodrigo Guerrero
- 2014: Felices los que lloran, director Marcelo Torcida
- 2016: Armonías del caos, directores Mauro López, Mauro Nahuel López
- 2016: Ecuación, director: Sergio Mazurek
- 2019: Engaño, director: Hermes Vanth

## Televisión
- 1997: Archivo negro (miniserie de televisión).
- 2002: 1000 millones o Love heritage (serie de televisión).
- 2003: Juego de opuestos: las reglas de la conquista  (miniserie de televisión).
- 2015: Se trata de nosotros (serie de televisión).
- 2017: Balas perdidas (serie de televisión).